# 短周期彗星

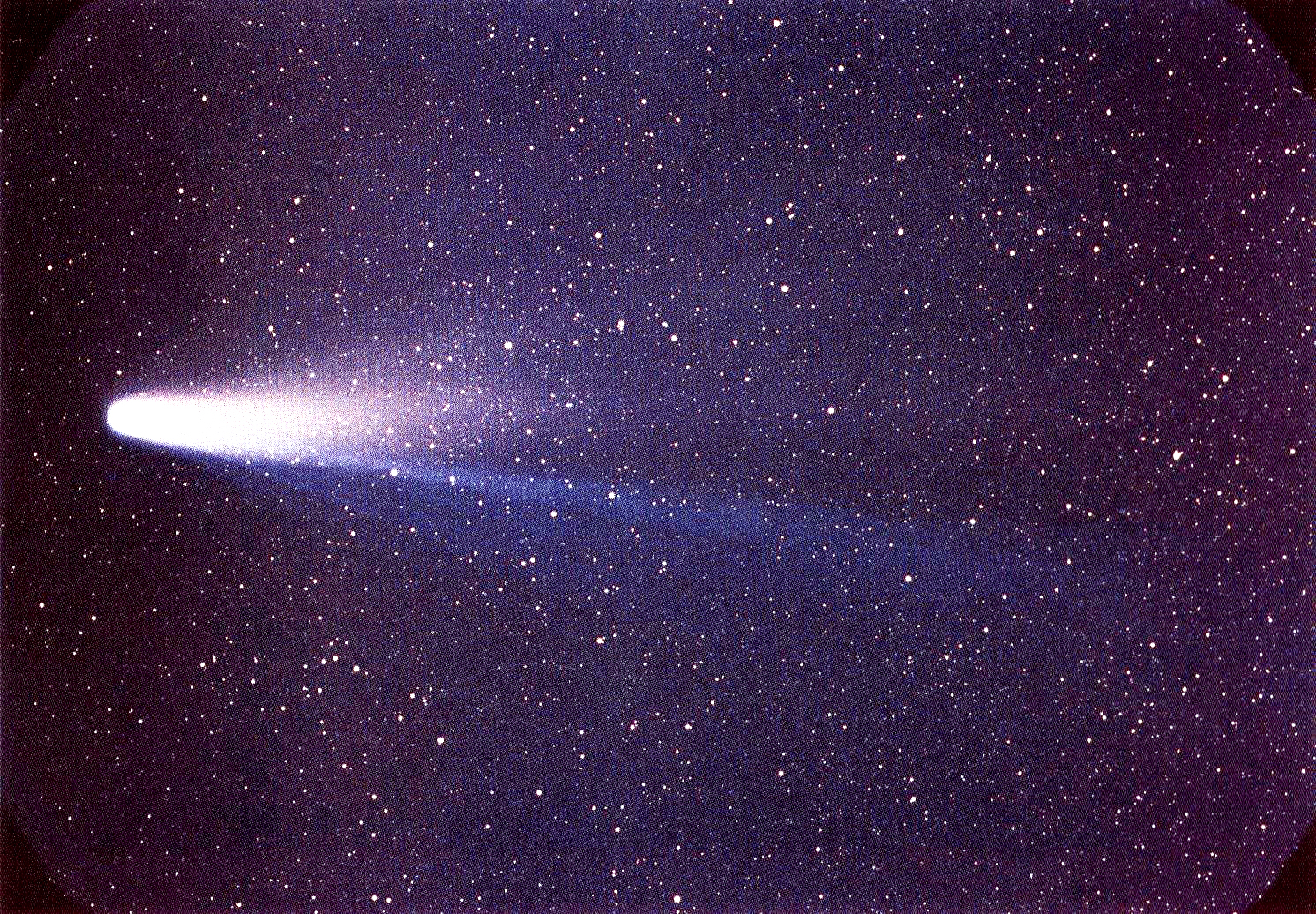
哈雷彗星。

短周期彗星是指週期少於200的彗星，著名的哈雷彗星是被研究得最透徹的一顆短周期彗星。

## 起源
短週期彗星被認為起源於古柏帶，也就是距離太陽35天文單位至1000天文單位的範圍內，也有些是長週期彗星受到引力的攝動而成為短週期彗星。它們的軌道在這個廣闊的範圍內通常是穩定的，但是外側行星的引力偶爾會干擾它們，使它們的軌道成為接近太陽的高離心率橢圓軌道，不過這種情況很難預測。而且由於它們的低反射率，光學望遠鏡也難以提早觀測到。不過，當彗星進入太陽系的內側被加熱後，噴發出來的氣體和塵埃形成包圍著核心的彗髮，使它們的體積擴張而很容易被偵測到。

## 組成
所有的彗星被認為都有著相似的成分，基本上是從同一個來源形成的。它們曾經被形容為髒雪球（dirty snowballs），並且被特別強調，但在1986年哈雷彗星被詳細的研究之後，由於結構的複雜，稱為冰泥球（Icy mud-ball）能更為精確的描述。核心主要的成分是易揮發的冰，大量的水混合著塵埃和碳化氫。唯一被仔細研究過的彗核（哈雷彗星），因為外表覆蓋著黑色的碳化氫而比煤炭還要黑。直到喬托號在1986年的任務中拍攝到哈雷的核心之前，都因為含有冰的成分而被認為會有高的反照率。而因為很低的反照率導致重新評估彗核的大小與質量，並向上修正估計的數值。因為接近太陽使溫度增加，導致核心內易揮發的冰昇華，釋放出的氣體和塵埃形成包圍著核心的雲狀物，稱為彗髮。仍與彗星相連的氣體和塵埃成為彗尾，質量較大的塵埃組成彎曲或扇狀的塵埃尾，其他的氣體成分受到太陽風的作用成為離子尾。

## 軌道特性
短周期彗星的軌道周期通常是數年至數十年（上限為200年）。牠們主要有兩個家族：周期短於20年的是木星族，周期在20年至200年的是哈雷族。大多數短週期彗星對黃道的傾斜角度都少於350度，而一旦被發現，通常都能正確的預測軌道。不過仍會有些不確定的因素要加入軌道的計算，一個主要的因素就是太陽系內大行星造成的重力擾動，在極端的情況下還會造成核心的碎裂，或是像SL-9撞擊木星而毀滅。另一種機制仍不清楚，而且也較少被用於預測，像核心氣體的噴發和化合物的揮發所產生的推力，都可能像噴嘴一樣提供彗星動力，雖然很微弱，但只要時間夠長也會影響彗星的軌道。

## 外部連結
- https://web.archive.org/web/20070920024409/http://www.spaceguarduk.com/shortcomets.htm